# رينيه شنايدر (لاعب كرة قدم)
رينيه شنايدر (بالألمانية: René Schneider)‏ مواليد 1 فبراير 1973 في شفيرين، ألمانيا الشرقية، هو لاعب كرة قدم ألماني دولي سابق كان يلعب كمدافع. اعتزل اللعب عام 2007. بدأ مسيرته الرياضية عام 1989 مع نادي ماغديبورغ.

## المسيرة الاحترافية

### أندية لعب لها
- نادي ماغديبورغ
- هانزا روستوك
- بوروسيا دورتموند
- نادي هامبورغ

## روابط خارجية
- رينيه شنايدر على موقع قاعدة بيانات كرة القدم.إي يو (الإنجليزية)
- رينيه شنايدر على موقع بيانات كرة القدم. دي إي (الألمانية)
- رينيه شنايدر على موقع ناشيونال فوتبول تيمز (الإنجليزية)
- رينيه شنايدر على موقع عالم كرة القدم.نت (الإنجليزية)